# Zsuzsanna Vörös
Zsuzsanna Vörös (Székesfehérvár, 4 maggio 1977) è una pentatleta ungherese.

## Palmarès
In carriera ha conseguito i seguenti risultati:
- Giochi Olimpici:

Atene 2004: oro nel pentathlon moderno individuale.
- Mondiali:

Città del Messico 1998: argento nel pentathlon moderno individuale e bronzo a squadre.
Budapest 1999: oro nel pentathlon moderno individuale.
Pesaro 2000: oro nel pentathlon moderno staffetta a squadre.
San Francisco 2002: oro nel pentathlon moderno a squadre, argento individuale e bronzo staffetta a squadre.
Pesaro 2003: oro nel pentathlon moderno individuale e staffetta a squadre e bronzo a squadre.
Mosca 2004: oro nel pentathlon moderno individuale.
Varsavia 2005: argento nel pentathlon moderno individuale ed a squadre.
Città del Guatemala 2006: bronzo nel pentathlon moderno a squadre.
Budapest 2008: bronzo nel pentathlon moderno a squadre.
- Europei

Mosca 1997: bronzo nel pentathlon moderno staffetta a squadre.
Székesfehérvár 2000: oro nel pentathlon moderno a squadre ed individuale.
Sofia 2001: oro nel pentathlon moderno staffetta a squadre.
Usti nad Labem 2003: oro nel pentathlon moderno staffetta a squadre ed a squadre ed argento individuale.
Albena 2004: argento nel pentathlon moderno staffetta a squadre.
Montepulciano 2005: argento nel pentathlon moderno staffetta a squadre e bronzo a squadre.
Budapest 2006: oro nel pentathlon moderno staffetta individuale.
Riga 2007: bronzo nel pentathlon moderno staffetta a squadre.
Mosca 2008: argento nel pentathlon moderno staffetta a squadre.
Lipsia 2009: bronzo nel pentathlon moderno a squadre.